# Емерсон Спенсер
Емерсон Лейн «Бад» Спенсер (англ. Emerson Lane "Bud" Spencer; 10 жовтня 1906 — 15 травня 1985) — американський легкоатлет, який спеціалізувався в бігу на короткі дистанції.

## Із життєпису
1924 року повністю втратив зір на одне око внаслідок дорожньо-транспортної пригоди, внаслідок чого виступав в затемнених очках.
Розпочинав виступи як бар'єрист. Чемпіон США серед юніорів з бігу на 440 ярдів з бар'єрами (1926).
Олімпійський чемпіон в естафеті 4×400 метрів (1928).
Ексрекордсмен світу в бігу на 400 метрів, а також в естафетах 4×400 метрів та 4×440 ярдів.
Завершив спортивну кар'єру, маючи лише 22 роки.
Випускник Стенфордського університету.
Працював спортивним редактором газети «The San Francisco News», пізніше — тренером Стенфордського університету.

## Основні міжнародні виступи
| Рік  | Змагання         | Місто     | Місце | Дисципліна |
| ---- | ---------------- | --------- | ----- | ---------- |
| 1928 | Олімпійські ігри | Амстердам | 1     | 4×400 м    |